# Peribatodes rhomboidaria
Peribatodes rhomboidaria (Denis & Schiffermüller 1775) је врста ноћног лептира (мољца) из породице Geometridae.

## Распрострањење и станиште
P. rhomboidaria је уобичајена врста у Европи и суседним регионима (Блиски исток и Магреб). Широко распрострањен широм скандинавских земаља. У Србији је широко распрострањена врста, од низијских подручја до висина преко 1500 метара надморске висине. Насељава шумска станишта и поготову рубове шума.

## Опис
Крила су беличасто-сива или жућкаста, јако ишарана смеђим или црним тачкама. Преко предњих и задњих крила пружају се две црнкасте траке у виду полукруга. Понекад се јављају меланистичне форме. Полови се могу разликовати по антенама, које су код мужјака јако пернате, а код женки готово глатке. Распон крила лептира је 32-45 mm. Јављају се  једна или две генерације годишње, у зависности од климе поднебља. Лептир лети од јуна до септембра, док се у Србији могу срести већ од априла па и до октобра. Гусеница је црвенкасто-браон боје, варира од светлијих до тамнијих нијанси. Храни се различитим листопадним дрвећем, али ретко или готово никад врбама. Врста презимљава у стадијуму гусенице.

## Галерија
- лептир
- јаја
- гусеница
- гусеница
- лутка
- лептир
- лептир

## Синоними
- Boarmia rhomboidaria (Denis & Schiffermüller, 1775)
- Peribatodes gemmarius Brahm, 1791